# Republikken Kinas flag
Republikken Kinas flag, eller Taiwans flag er rødt med en blå kanton hvorpå en sol med tolv stråler er placeret. Flaget er i forholdet 2:3. Det benyttes både som nationalflag, koffardiflag, statsflag og orlogsflag. Flaget blev indført 28. oktober 1928 som Republikken Kinas flag, som var under ledelse af nationalistpartiet Kuomintang. Partiet førte en hvid sol på blå bund som sit partiflag. De tolv stråler symboliserer døgnet, en stråle for hver anden time. Nationalflaget blev partiflaget kombineret med rødt, kinesernes traditionelle farve.
Kuomintang blev i borgerkrigen drevet tilbage af kommunisterne og søgte til slut tilflugt på øen Taiwan, som fortsat fører flaget, stadig under navnet Republikken Kina. 
| Flag | Spire Denne artikel om flag eller vexillologi er en spire som bør udbygges. Du er velkommen til at hjælpe Wikipedia ved at udvide den. |